# Mary Tyler Moore
Pour les articles homonymes, voir Moore.
Mary Tyler Moore est une actrice, productrice et réalisatrice américaine née le 29 décembre 1936 à Brooklyn, à New York (États-Unis), et morte le 25 janvier 2017 à Greenwich, dans le Connecticut (États-Unis) d'une pneumonie.

## Biographie

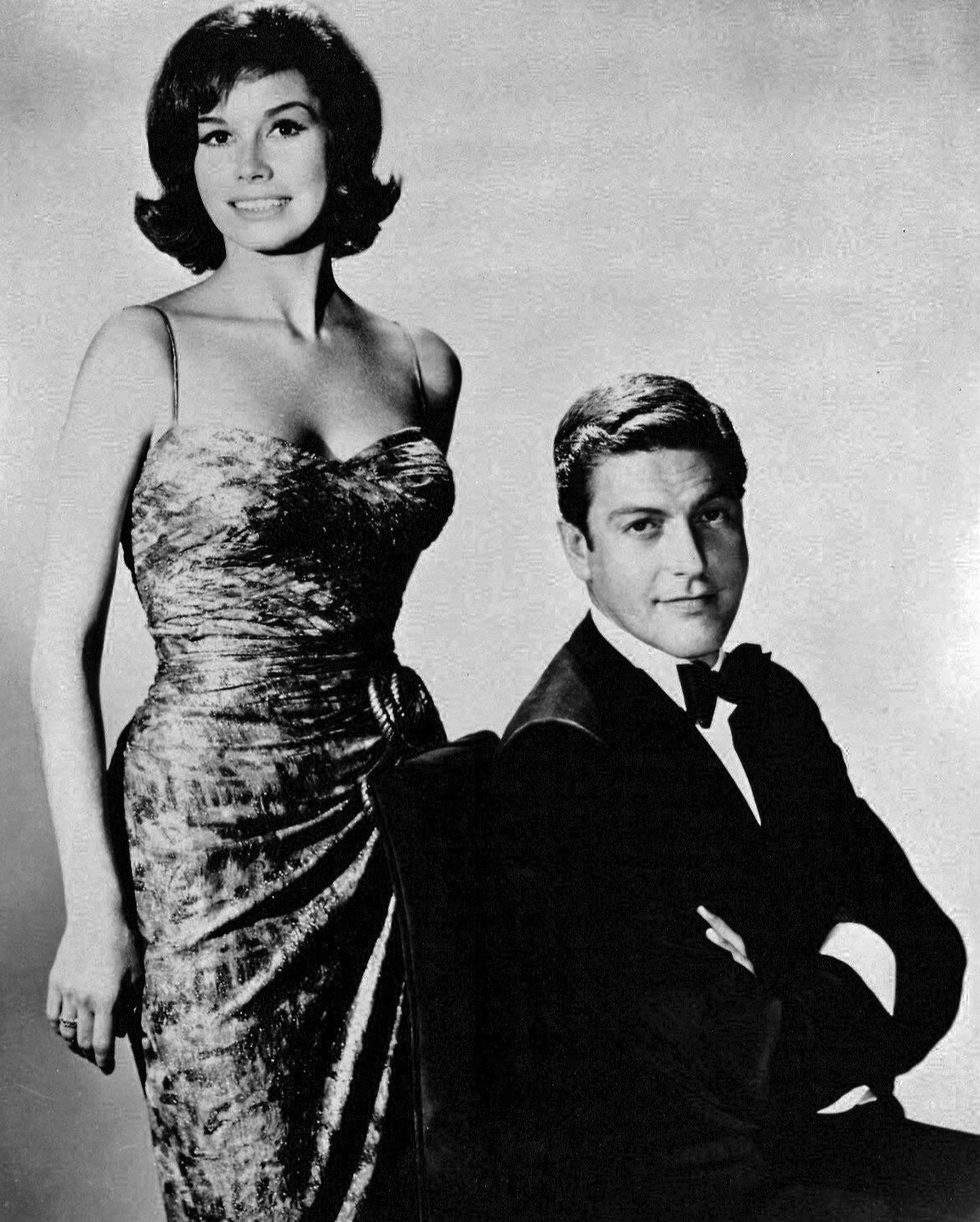
Mary Tyler Moore et Dick Van Dyke dans le The Dick Van Dyke Show (1964).

Elle a joué dans The Dick Van Dyke Show entre 1961 et 1966.
Avec son mari, Grant Tinker, ils fondent en 1970 la société de production télévisuelle MTM Enterprises, qui a créé et produit la première série télévisée de la compagnie, The Mary Tyler Moore Show,.
Elle a remporté sept Primetime Emmy Awards et trois Golden Globes,. Elle a été nommée pour l’Oscar de la meilleure actrice pour sa performance dans Des gens comme les autres,,.
Elle a également milité pour les Droits des animaux, le végétarisme, et la sensibilisation à la recherche sur le diabète.

## Vie privée
En 1955, Mary Tyler Moore épouse Richard Carleton Meeker, qu'elle décrit comme « le garçon d'à côté ». Ils divorcent en 1961. Leur fils, Richard Jr. est né le 3 juillet 1956.
Moore épouse Grant Tinker, alors un des dirigeants de CBS, en 1962, ils divorcent en 1981.
Le 14 octobre 1980, à l'âge de 24 ans, le fils de Moore, Richard, meurt d'un coup de feu accidentel à la tête alors qu'il manipulait un petit fusil de chasse. Le modèle a été retiré plus tard de la vente à cause d'une détente trop sensible.
Moore épouse le cardiologue Robert Levine le 23 novembre 1983, à l'hôtel The Pierre de New York.

## Filmographie

### Comme actrice

#### Cinéma
- 1957 : Richard Diamond (Richard Diamond, Private Detective) (série TV) : Sam n° 1 (1959)
- 1957 : Le Bal des cinglés (Operation Mad Ball) de Richard Quine
- 1958 : Once Upon a Horse... de Hal Kanter : Dance Hall Girl
- 1961 : X-15 de Richard Donner : Pamela Stewart
- 1967 : Millie de George Roy Hill : Miss Dorothy Brown
- 1968 : L'Intrus magnifique (What's So Bad About Feeling Good?) de George Seaton : Liz
- 1968 : Don't Just Stand There de Ron Winston : Martine Randall
- 1969 : L'habit ne fait pas la femme de William A. Graham : Sister Michelle Gallagher
- 1980 : Des gens comme les autres (Ordinary People) de Robert Redford : Beth Jarrett
- 1982 : Six Weeks de Tony Bill : Charlotte Dreyfus
- 1986 : Just Between Friends de Allan Burns : Holly Davis
- 1996 : Flirting with Disaster de David O. Russell : Mrs. Coplin
- 1996 : La Freccia azzurra : Granny Rose (voix)
- 1996 : Meurtre à Tulsa (Keys to Tulsa) de Leslie Grief : Cynthia Boudreau
- 2000 : L'Instinct paternel : Esther Raymond
- 2002 : Opération antisèche de Andrew Gurland : Mrs. Stark, Principal North Point Academy

#### Télévision
- 1960 : Thriller (série TV)
- 1961 : Au nom de la loi : saison 3 épisode 5 (Le journaliste/ The twain shall meet) : Sophie Anderson
- 1961 : The Dick Van Dyke Show (série TV) : Laura Meeker / Meehan Petrie
- 1969 : Run a Crooked Mile (TV) : Elizabeth Sutton
- 1970-1977 : The Mary Tyler Moore Show (série TV) : Mary Richards
- 1976 : Mary's Incredible Dream (TV) : Angel / Devil / Woman
- 1978 : Mary (série TV) : Skit characters
- 1978 : First, You Cry (TV) : Betty Rollin
- 1979 : The Mary Tyler Moore Hour (série TV) : Mary McKinnon
- 1981 : Mary (série TV) : Mary Brenner
- 1984 : Heartsounds (TV) : Martha Weinman Lear
- 1985 : Finnegan Begin Again (TV) : Liz DeHaan
- 1988 : Lincoln (TV) : Mary Lincoln
- 1988 : Annie McGuire (série TV) : Annie McGuire
- 1990 : The Last Best Year (TV) : Wendy Haller
- 1990 : Thanksgiving Day (TV) : Paula Schloss
- 1993 : Stolen Babies (TV) : Georgia Tann
- 1995 : New York News (en) (série TV) : Louise Felcott
- 1996 : Stolen Memories: Secrets From the Rose Garden (TV) : Jessica
- 1997 : Payback (TV) : Kathryn Stanfill
- 2000 : Good as Gold (TV)
- 2000 : Mary and Rhoda (TV) : Mary Richards Cronin
- 2001 : Like Mother, Like Son: The Strange Story of Sante and Kenny Kimes (TV) : Sante Chambers Kimes / Eva Guerrero
- 2002 : Miss Lettie and Me (TV) : Lettie Anderson
- 2003 : The Gin Game (TV) : Fonsia Dorsey
- 2003 : Blessings (TV) : Lydia Blessing
- 2004 : The Dick Van Dyke Show Revisited (TV) : Laura Petrie
- 2005 : Snow Wonder (TV) : Tante Lula
- 2005 : That '70s Show, saison 8 (série TV) : Christine St Georges

### Comme productrice
- 1976 : Cousins (TV)
- 2000 : Mary and Rhoda (TV)
- 2001 : Like Mother, Like Son: The Strange Story of Sante and Kenny Kimes (TV)

## Publications
- (en-US) Mary Tyler Moore, After All, Putnam, 1995, 332 p. (ISBN 0-399-14091-3)
- (en-US) Mary Tyler Moore, Growing Up Again : Life, Loves, and Oh Yeah, Diabetes, St. Martin's Press, 2009, 216 p. (ISBN 978-0-312-37631-4 et 0-312-37631-6)